# Westland Welkin
Westland Welkin là một loại máy bay tiêm kích hạng nặng hai động cơ của Anh, do hãng Westland Aircraft Company chế tạo, nó được thiết kế để bay ở độ cao rất lớn trên tầng bình lưu. Ý tưởng về loại máy bay Welkin bắt đầu từ năm 1940, nó được chế tạo giai đoạn 1942–43, khi Đức có loại máy bay ném bom Junkers Ju 86P chuyên thực hiện các nhiệm vụ trinh sát, điều này giúp Đức có thể mở lại các cuộc ném bom vào đất Anh với các máy bay ném bom bay tầng cao. Mối đe dọa này không bao giờ trở thành sự thật, nên Westland chỉ sản xuất một số lượng nhỏ Welkin.

## Biến thể
- Welkin Mk.I: Tiêm kích tầng cao một chỗ.
- Welkin NF.Mk.II: Mẫu thử tiêm kích đêm hai chỗ.

## Quốc gia sử dụng
UK
- Không quân Hoàng gia

## Tính năng kỹ chiến thuật (Welkin F.Mk.I)[3][4]

### Đặc điểm riêng
- Tổ lái: 1
- Chiều dài: 41 ft 6 in (12,67 m)
- Sải cánh: 70 ft 0 in (21,30 m)
- Chiều cao: 15 ft 9 in (4,80 m)
- Diện tích cánh: 250 ft2 (23 m2)
- Trọng lượng rỗng: 8.310 lb (3.768 kg)
- Trọng lượng có tải: 10.,356 lb (4.697 kg)
- Trọng lượng cất cánh tối đa: 11.410 lb (5.175 kg)
- Động cơ: 2 × Rolls-Royce Merlin 76/77, 1.233 hp (920 kW) mỗi chiếc

### Hiệu suất bay
- Vận tốc cực đại: 385 mph (625 km/h)
- Tầm bay: 1.480 mi (2.380 km)
- Trần bay: 44.000 ft[3][4][5] (13.420 m)
- Vận tốc lên cao: 3.850 ft/phút (19,58 m/s)
- Lực nâng của cánh: 41 lb/ft² (204 kg/m²)
- Lực đẩy/trọng lượng: 0,11 hp/lb (0,18 kW/kg)

### Vũ khí
- 4 khẩu pháo Hispano HS.404 20 mm